# Gennaro Patricolo
Gennaro Patricolo, né à Palerme, le 11 septembre 1904, mort à Rome le 5 mars 1980, est un homme politique italien.
Journaliste, il est député de l'Assemblée constituante sous les couleurs du Fronte dell'Uomo Qualunque, puis maire de Palerme de novembre 1946 à mars 1948.

## Biographie
Diplômé en droit, il est attiré par la politique étrangère ce qui l'amène à voyager en Europe où il est correspondant pour plusieurs journaux italiens à Paris, dans les années 1930. Il dirige ensuite le magazine L'Aviazione Civile.
Il revient à Palerme aussitôt après le Débarquement allié en Sicile et adhère au Fronte dell'Uomo Qualunque (UQ), mouvement populiste conservateur.
Le 2 juin 1946, il est élu député à l'Assemblée constituante de la République italienne dans les rangs du Fronte dell'Uomo Qualunque et, à partir du 25 juillet, est l'un des 75 membres de la commission chargée de la rédaction de la Constitution, en remplacement de son collègue Ottavia Penna Buscemi.
Les élections municipales à Palerme se tiennent le 10 novembre 1946. Le scrutin, marqué par une forte abstention (90 753 électeurs sur 181 605 inscrits), donne la victoire au bloc libéral : 24,5 % pour les qualunquistes, 19,8 % aux monarchistes et 11,5 % au PLI. La DC perd dix points (14,5 %) sous le double effet du report du vote aristocratique sur la liste monarchiste et de l’abstention, fortement féminine, et 32 000 voix par rapport à la constituante de juin, alors que le PCI dépassent les libéraux en doublant ses voix et en gagnant 10 points (12,1 %) devant le PSIUP (9,8 %). Le PRI remporte 4 % des suffrages, les indépendants 3,8 %.
Élu au conseil municipal sur la liste de l'UQ, et porté par une majorité de droite restreinte n'incluant pas tous les libéraux, il est élu maire de Palerme avec 31 voix sur 59, le 27 novembre 1946. Sa junte comprend des libéraux, des monarchistes et des qualunquistes mais doit attendre le 30 janvier pour débattre du programme commun. Parmi eux, siègent Giuseppe Guttadauro, Mariano La Rocca et Pietro Conti, scaristi, membres de la mafia qui resteront dans presque toutes les juntes jusqu'en 1951 et seront rejoints en 1948 par le monarchiste Antonino Sorci, médecin membre de la famille de Villagrazia. L'influence mafieuse se traduit également par la présence d'Ernesto Pivetti, monarchiste proche du milieu.
Grâce aux 250 millions de lires débloqués par la Région, Patricolo fait déblayer le Foro Italico, réhabilite la Piazza della Kalsa et d'une dizaine de rues dont via Guardione, Pindemonte et Boccadifalco. Il encadre également les ventes sur les marchés populaires.
Tout en étant  maire, il continue de siéger à l'Assemblée constituante. En novembre 1947, il rejoint le groupe parlementaire de l'Union nationale après avoir quitté l'UQ et adhéré furtivement au groupe mixte.
Il démissionne de la mairie le 8 mars 1948, pour se présenter à la Chambre des députés mais n'est pas élu.
Il quitte alors la Sicile pour s'installer à Rome où, en 1959, il est élu conseiller municipal pour le Parti monarchiste populaire. En 1962, il accepte la nomination de consul d'Italie à Gibraltar et à Liverpool.